# Просодические средства языка
Просоди́ческие сре́дства языка́ (также просодические признаки, просодические характеристики) — фонетические элементы, формирующие в языке просодическую организацию речи. Являются дополнительными к основной артикуляции звука — с их помощью изменяются высота, сила/интенсивность, длительность и другие акустические характеристики. На письме, как правило, не обозначаются.

## Системы, комплексы и базисные средства
К просодическим средствам языка относят базисные (элементарные) средства, которые обычно объединяются в просодические комплексы. В число базисных средств включают просодические признаки, соотносящиеся с основными акустическими признаками звука — длительностью, силой/интенсивностью, высотой. На фразовом уровне к базисным средствам относят также значимое отсутствие звука, паузу, и особенности фонации (просодического тембра).
Ряд просодических средств, таких, как придыхание, глоттализация, палатализация, тип примыкания согласного к гласному, модифицируют элементы слога. Большинство остальных просодических средств выходят за рамки локального использования и определяют характеристики языковых единиц более высокого уровня.
К комплексным просодическим средствам, которые формируются из базисных средств, относят, например, ударение и интонацию. Ударение образуется из таких компонентов, как сила/интенсивность, длительность, высота голосового тона и тембральные характеристики — по преобладанию этих фонетических компонентов в ударном слоге выделяют языки с динамическим (силовым, экспираторным), музыкальным (тоническим), количественным (квантитативным) и качественным ударением, а также языки в которых отмечается та или иная комбинация силы, длительности, высоты и тембра — языки с количественно-динамическим, качественно-количественным и другими подобными типами ударения. Интонацию формируют такие просодические элементы, как мелодика, пауза, сила/интенсивность, длительность и фонация. Ударение реализуется на уровне разных по сложности языковых единиц — на уровне слова, синтагмы и фразы (различают словесное, синтагматическое (тактовое) и фразовое ударение), интонация — только на уровне фразы.
На уровне той или иной суперсегментной единицы языка (слога, слова, фразы) просодические средства образуют особые автономные системы, важнейшими из которых являются слоговой тон, словесное ударение и фразовая интонация.
В каждом языке имеется свой особый набор элементарных и комплексных просодических средств, различаются также характер их использования и характер их взаимодействия между собой. Кроме этого, важное значение для просодической характеристики того или иного языка имеют особенности его фонемного строя. Например, преобладание компонента длительности в процессе выделения ударного слога в русском языке во многом обусловлено отсутствием в его системе вокализма фонологической долготы гласных.

## Функции
Важнейшими функциями для большинства просодических средств являются кульминативная и делимитативная функции, благодаря которым слоги, слова и фразы объединяются в сложные языковые единицы и/или выделяются на фоне других единиц. При этом как базисные, так и комплексные просодические средства выполняют в тех или иных языковых системах смыслоразличительную функцию, образуя разные виды оппозиций:
- по типу примыкания согласного к гласному, как, например, в немецком языке, сильному или слабому: beten «молиться» — betten «укладывать (в постель)»[6];
- по местоположению ударного гласного в пределах словоформы, как в русском языке: да́ма — дома́, в том числе в омографах му́ка — мука́, тру́сить — труси́ть, о́кна — окна́[2][7];
- по типу ударения, как в интонациях музыкального ударения шведского языка: anden [ˈa᷇ndɛ̀n] «утка» — anden [ˈa᷆ndɛ̂n] «дух»;
- по слоговому тону, как в китайском языке: mā (媽/妈) «мать», má (麻/麻) «конопля», mǎ (馬/马) «лошадь», mà (罵/骂) «ругать»; ma (嗎/吗) вопросительная частица;
- по фразовой интонации, как в русском языке: Сегодня воскресе\нье и Сегодня воскресе/нье! и т. д.[4]

## Понятия «просодический» и «суперсегментный»
Просодические средства языка так же, как и суперсегментные единицы языка, связаны не с отдельными звуками-сегментами, а в первую очередь с последовательностью языковых единиц (слогом, словом, фразой). По этой причине термины «просодический» и «суперсегментный» зачастую используются как синонимы, между тем, понятие «просодический» относится к типу и характеру фонетических средств, образующих суперсегментные единицы, а понятие «суперсегментный» выражает соотнесённость фонетических средств со сложными единицами. Помимо этого, к просодическим средствам могут относиться признаки отдельного звука, например, долгота. А в качестве объединяющих звуковых средств могут использоваться непросодические средства, в частности, модификации фонем в позиции стыка морфем или слов.